# گری اسپرینگز (آلاباما)
گری اسپرینگز (به انگلیسی: Gary Springs) یک منطقهٔ مسکونی در ایالات متحده آمریکا است که در آلاباما واقع شده است. گری اسپرینگز ۹۶٫۰۱ متر بالاتر از سطح دریا قرار دارد.